# Shëngjin
Shëngjin ([ʃənˈɟin]; 'Sint-Johannes'; bepaalde vorm: Shëngjini; Italiaans: San Giovanni di Medua; Turks: Şingin) is na de gemeentelijke herinrichting van 2015 een deelgemeente (njësitë administrative përbërëse) van de Albanese stad (bashkia) Lezhë en ligt aan de Adriatische Zeekust, meer bepaald de Dringolf, op zeven kilometer ten noordwesten van de gelijknamige prefectuurshoofdplaats. Shëngjin telt 1900 inwoners (2011).

## Geschiedenis
Reeds de inwoners van het antieke Lissus (het huidige Lezhë) gebruikten Shëngjin, dat toen Nimphaeum heette, als haven; Julius Caesar zou er aan land gekomen zijn tijdens de oorlog met Pompeius. In 1313 werd de stad voor het eerst schriftelijk vermeld als San Giovanni di Medua. Tijdens de Ottomaanse overheersing verminderde het belang van Shëngjin net zoals dat van Lezhë fel, aangezien de handel zich dan vooral in Shkodër en het tegenwoordig Montenegrijnse Ulcinj concentreerde, aan de monding van de Bunë (Servisch: Bojana).
Tot het einde van de 20e eeuw bleef Shëngjin een enigszins slaperig dorpje. In de communistische periode had de Albanese krijgsmacht in Shëngjin een aantal boten liggen.

## Geografie

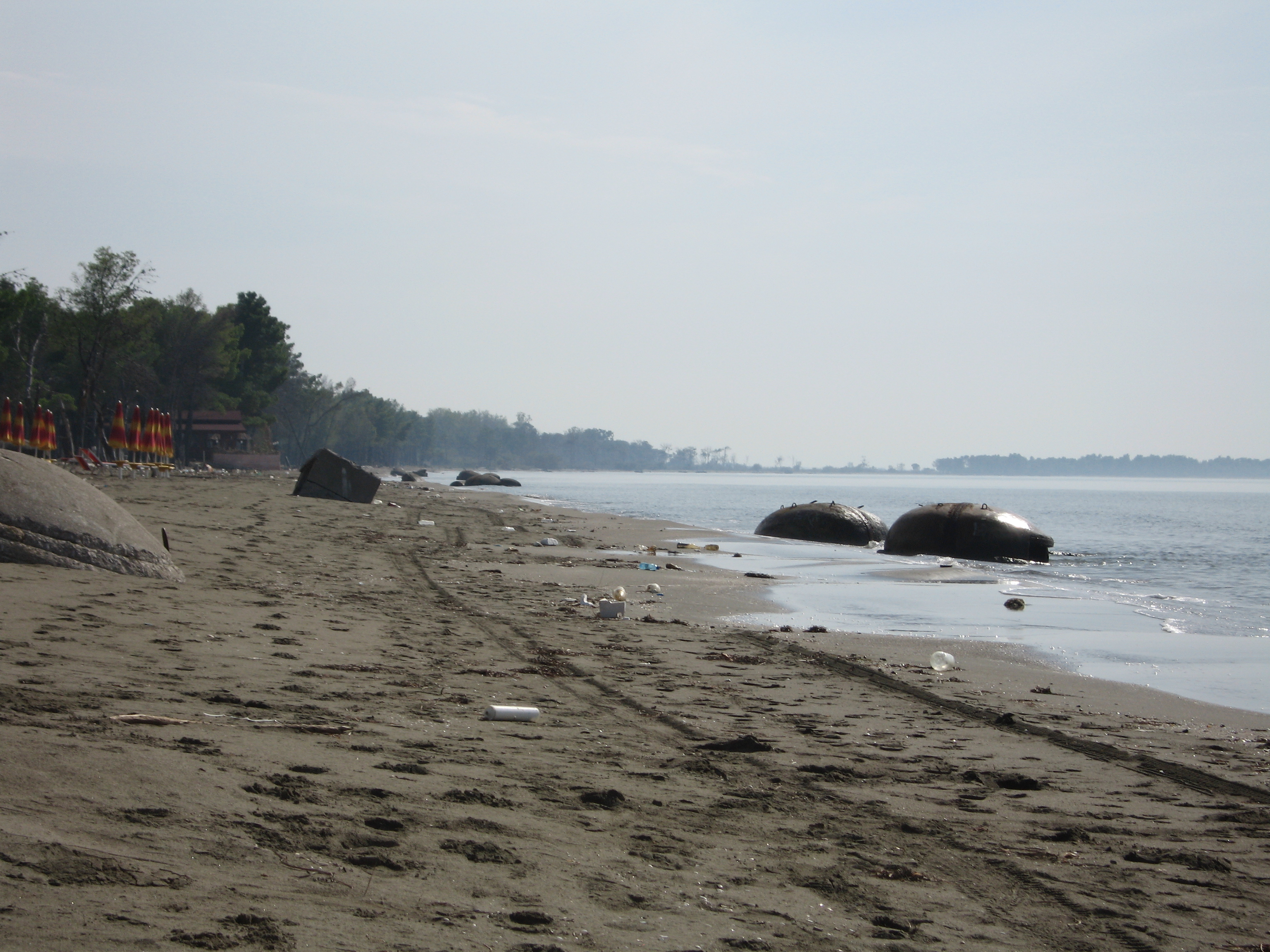
Bunkers op het strand

Shëngjin ligt aan de noordrand van een grote bocht in de Dringolf, aan de voet van de steile Mali i Rencit-heuvels. Ten zuiden van de stad liggen de delta van de Kleine Drin en de Merxhan-lagune, die tezamen beschermd worden als het natuurreservaat Kune-Vain. Langs de vlakke kust ten zuiden van de stad strekt zich het lange strand Plazhi i Shëngjinit uit, dat door pijnbomen wordt omzoomd en waar talrijke hotels en restaurants gevestigd zijn. Circa 2,5 km ten noorden van Shëngjin liggen de grote alluviaalzandduinen Rana e Hedhun.
Het gemeentegebied van Shëngjin vormt een lange strook land langs de kust. Naast de stad zelf behoren de dorpen Ishull i Lezhës, Ishull i Shëngjinit, Mali i Rencit, Mali i Shëngjinit en Kodër Mulliri ook tot de deelgemeente. Ishull i Lezhës, dat net zoals Ishull i Shëngjinit in de zuidelijke laguneomgeving ligt — ishull is het Albanese woord voor eiland — ligt gedeeltelijk op het grondgebied van de stad Lezhë. Mali i Rencit en Mali i Shëngjinit daarentegen liggen in het reliëfrijke gebied ten noorden van de binnenstad. Vooral in Ishull i Lezhës en Ishull i Shëngjinit is de bevolking sinds het einde van de communistische periode sterk aangegroeid, in die mate dat het inwoneraantal van de hele deelgemeente een veelvoud bedraagt van dat van het centrum.

## Economie

### Haven

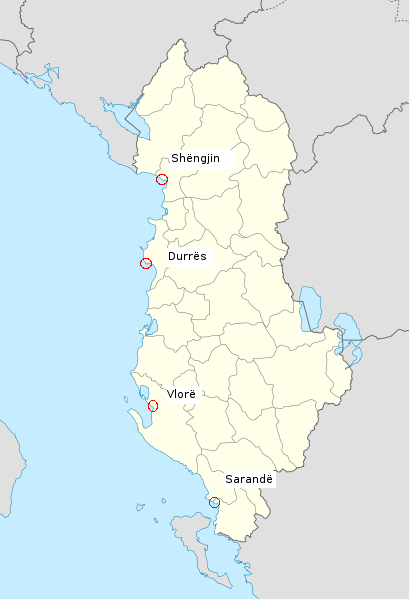
Shëngjin en Albaniës overige drie voornaamste havens
De kleine vissershaven van Himarë is niet aangeduid.

De haven van Shëngjin is niet bijzonder groot — van de vijf Albanese havens is ze qua belang de middelste — maar is de enige ten noorden van 's lands grootste haven te Durrës. In 2004 werd er 293.300 ton aan goederen overgeslagen. Belangrijke sectoren in de haven zijn de visserij en de aardolie, die in Shëngjin door verschillende Albanese petroleumbedrijven aan land wordt gebracht en er in grote tanks wordt opgeslagen.
In december 2006 zijn meerdere olietanks uitgebrand, waarbij duizenden liters olie in de lagune stroomden en aldaar fauna, flora en stranden bedreigden. In de daaropvolgende zomer was van die schade echter nog maar weinig te merken.

### Toerisme
Sinds het einde van de jaren 90 is de havenstad sterk veranderd door de vele investeringen die het strandtoerisme heeft aangetrokken. Het strand is naast bij mensen uit de streek ook populair bij Albanezen uit Kosovo en West-Europa (ofschoon het water er door de nabijheid van de haven soms ietwat vunzig is), dit heeft Shëngjin heel wat hotels, vakantiewoningen en pensions rijker gemaakt. 's Zomers kunnen de stranden vrij druk worden, maar minder druk dan die van Durrës. Naarmate men Kunjë, in het natuurreservaat, nadert wordt het water schoner en het strand rustiger.
De draslanden van het Kune-Vainreservaat zijn met name bij vogelspotters populair. Ishull i Lezhës is daarnaast vooral bekend vanwege het Hoteli i Gjuetisë, de voormalige jachthut van de Italiaanse fascist en schoonzoon van Benito Mussolini Galeazzo Ciano.

## Vervoer

### Internationaal
Er is een veerdienst die Shëngjin met de Apulische hoofdstad Bari verbindt. De enige luchthaven met lijnvluchten van Albanië is die van Tirana, vanwaar een veertigtal bestemmingen in Centraal-, West- en Zuid-Europa en Turkije wordt aangevlogen.

### Nationaal
Shëngjin wordt dagelijks aangedaan door minibussen. Door haar ligging tussen lagunes, zee en heuvels is Shëngjin uitsluitend bereikbaar via een smalle weg vanuit Lezhë, die tussen de lagune en de heuvels loopt. Er zijn dus geen wegen die via de kust naar het noorden of zuiden voeren.

## Sport
Voetbalclub FK Shëngjini speelt in de Kategoria e Tretë, de vierde en laagste klasse in het Albanese voetbal.